# Hollow Horn Bear
Hollow Horn Bear (língua lacota: Matȟó Héȟloǧeča; Território do Nebraska, março de 1850 –  Washington, D.C., 15 de março de 1913) foi um chefe Brulé Lacota. Ele lutou em muitas das batalhas das Guerras Sioux, incluindo a Batalha de Little Bighorn.
Mais tarde, enquanto atuava como chefe de polícia da Reserva Indígena Rosebud, prendeu Crow Dog pelo assassinato de Spotted Tail, e posteriormente testemunhou no caso Ex parte Crow Dog, discutido perante a Suprema Corte dos Estados Unidos. Ele foi o principal porta-voz e negociador dos Lacota, fazendo várias viagens a Washington, D.C para advogar em seu nome. Mais tarde, participou dos desfiles inaugurais dos presidentes Theodore Roosevelt e Woodrow Wilson. Ele morreu de pneumonia em Washington em 1913, após a última dessas viagens.
Hollow Horn Bear foi apresentado em um selo postal dos EUA de 1922 e em um certificado de pagamento militar de dez dólares em 1970. Algumas fontes o registram como base para a imagem de uma cédula prata de cinco dólares dos EUA de 1899 e outras representações de nativos americanos. Um marco histórico foi erguido em sua homenagem em Dakota do Sul em 1962.
Em 2021, o Museum der Weltkulturen em Frankfurt, na Alemanha, repatriou uma camisa de couro pertencente ao Chief Hollow Horn Bear, que havia adquirido legalmente no início do século XX. O museu deu a camisa para seu bisneto chefe Duane Hollow Horn Bear em uma cerimônia em 12 de junho em Rosebud, Dakota do Sul. O museu disse que devolveu a camisa por razões morais e éticas, citando seu alto significado para a família e a comunidade Teton Lacota.

## Primeiros anos
Hollow Horn Bear nasceu no moderno Condado de Sheridan, em Nebraska.:671 Batizado com o nome de seu avô, ele era um dos sete filhos do Chefe Iron Shell e sua esposa.:186:177 A mãe dele queria tudo. Durante a Batalha de Ash Hollow, o menino e sua mãe foram capturados por soldados federais e mantidos em Fort Laramie, até serem libertados em outubro de 1855.:489
Hollow Horn Bear participou de 31 batalhas das Guerras Sioux. Ele participou de sua primeira batalha aos doze anos.:186 Aos dezesseis anos, juntou-se com seu pai para lutar contra os povos Pawnee perto da atual Gênova, Nebraska, e, ainda adolescente, participou de ataques contra colonos e mineiros nos atuais estados de Montana, Wyoming e Dakota do Norte e do Sul.:62 Ele passou a lutar contra o Exército dos Estados Unidos em Wyoming e perto da atual Crow Agency, Montana, e em 1869 com ações contra os trabalhadores que construíam a Union Pacific Railroad.:671
Em 1874, Hollow Horn Bear casou-se com Good Bed, com quem teria sete filhos. No mesmo ano, ele começou a trabalhar com o Exército dos EUA como batedor.
Em 1876, Hollow Horn Bear estava com uma tribo de Two Kettles, dos povos lacota, em busca de cavalos perdidos, quando se depararam com um grupo de soldados sob o comando de Alfred Terry. Após dois dias seguindo os homens de Terry, eles se separaram e foram à frente da coluna para se encontrar com o acampamento daqueles sob o comando de Touro Sentado. Depois de cinco dias lá, os povos Lacota participaram da Batalha de Little Bighorn. De sua parte, Hollow Horn Bear afirmou ter lutado pessoalmente lá contra Marcus Reno, bem como George Armstrong Custer.:150
Em 1880, Hollow Horn Bear viajou para Washington, D.C. para discutir questões relacionadas à reserva com o governo dos Estados Unidos.

### Prisão e julgamento de Crow Dog
Hollow Horn Bear foi nomeado chefe de polícia da Agência Rosebud em Dakota do Sul, como parte da Polícia Indígena na reserva, organizada pelo Bureau of Indian Affairs. Ele prendeu Crow Dog pelo assassinato de Spotted Tail em 5 de agosto de 1881. Testemunhando em 1883 no julgamento em Ex parte Crow Dog, Hollow Horn Bear relatou:
O Sr. Lelar me deu um papel para a prisão de Crow Dog. Encontrei o réu em uma colina entre White River e Rosebud Creek, onde fiz a prisão. O réu não estava vestido na época, exceto um cobertor, cueca e perneiras e estava a cavalo. Fiz o que me foi ordenado e levei o réu para o Forte Niobara.
Uma vez encontrado, Hollow Horn Bear testemunhou que disse a Crow Dog que "queria que ele fosse comigo para o posto", ao que ele e Black Crow, que estava com ele na época, concordaram. Hollow Horn Bear era um amigo de longa data de Crow Dog e testemunhou que compareceu ao seu casamento quando tinha nove anos. O caso, discutido perante a Suprema Corte dos Estados Unidos, tornou-se um marco importante nas relações legais federais com as tribos e contribuiu para a aprovação da Lei de Crimes Graves de 1885. Hollow Horn Bear renunciou ao cargo de chefe da polícia cinco anos depois devido a uma doença.:671:1078

## Últimos anos

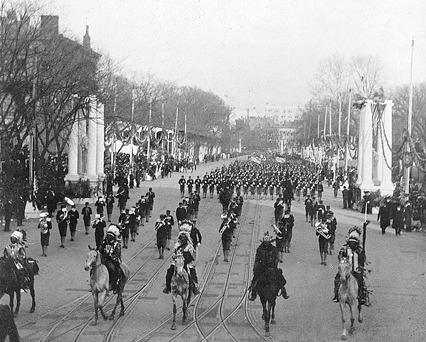
Hollow Horn Bear (à direita) cavalgando no desfile inaugural de 1905 para o presidente Theodore Roosevelt, junto com Buckskin Charlie, American Horse, Little Plume e Geronimo.

Hollow Horn Bear foi um defensor dos povos lacota durante repetidas negociações de 1890 a 1910. Uma fonte observou que ele foi incapaz de "evitar que o governo violasse o tratado de 1868", mas sua "presença nas negociações claramente empurrou os acordos na direção dos interesses Lacota", sem os quais "as coisas teriam sido muito pior" para eles.

Em 1895, foi preso por causa de uma disputa envolvendo redução de salários pagos a membros de sua tribo que trabalhavam para a ferrovia. A empresa havia originalmente cortado os salários pela metade, embora no momento de sua prisão, eles tivessem mudado para um corte de 35%. O relatório do jornal The New York Times resumiu o episódio dizendo:
Hollow Horn Bear parece ter um histórico excelente, que remonta a quase vinte anos. Col. Guy V. Henry é citado como tendo dito, em vista de seus serviços em 1876 e novamente em 1890, consideração deveria ter sido mostrada a ele, a menos que ele tivesse cometido alguma falta grave mais do que os relatórios daquela região indicaram. Ainda assim, ameaçar queimar os prédios da agência e convocar grandes grupos de indígenas para intimidar o agente deve ser considerado uma falha grave...
Em 1889, foi escolhido para representar sua tribo nas negociações com George Crook, sobre vendas de terras destinadas a abrir as partes orientais do Território de Dakota para incluir as Black Hills.:1078 Ele se opôs à venda de terras nativas em Black Hills como parte da disputa de reivindicação de terras de Black Hills. Em vez disso, desejava vender terras nos condados modernos de Gregory e Tripp em Dakota do Sul, que "ele via como terras de pradaria sem valor em comparação com as ricas Black Hills".:154 Hollow Horn Bear acreditava que a propriedade individual da terra protegeria seu povo legalmente, enquanto a terra de propriedade comum "sempre estaria aberta à anexação unilateral pelo Congresso".
O governo dos Estados Unidos havia tomado a decisão anterior de melhorar sua oferta de 1 dólar por acre anterio para 1,25 dólar; equivalente a 160 acres para 320 acres de terra para herdeiros de família, além de fornecer cavalos para arar em vez de bois. Em vez disso, o Hollow Horn Bear pediu 1,50 dólares pela melhor terra.:32–33

Conforme relatado pelo The Brooklyn Daily Eagle, Hollow Horn Bear fazia parte de uma delegação a Washington, D.C. em 1891, que se reuniu com o secretário do Interior John Willock Noble. Segundo o jornal, após tomar a palavra ele:
pediu que aqueles indígenas que haviam perdido propriedades durante os últimos problemas pudessem ser reembolsados e entraram em questões financeiras em conexão com os antigos e não cumpridos tratados.
Ele pediu que o dinheiro que era devido à tribo, e deveria ser gasto em carne bovina, fosse gasto em gado e cavalos, já que as colheitas foram um fracasso, mas a criação de gado teve sucesso. Ele pediu a construção de mais moradias e a construção das prometidas casas escolares. Como disse o jornal: "Ele queria que as crianças tivessem a oportunidade de aprender alguma coisa".
Em 1901, Hollow Horn Bear atuou como parte da delegação Sioux em Washington, D.C., depois que a Grande Reserva Sioux foi dividida em reservas menores.:129 Em 1905, foi convidado para participar da posse presidencial de Theodore Roosevelt, e foi um dos nativos americanos que cavalgaram no desfile inaugural em 4 de março de 1905. Os outros eram Geronimo (Apache), Quanah Parker (Comanche), Buckskin Charley (Ute), Little Phime (Blackfoot) e American Horse (Oglala Lacota).:672:62 Junto com Geronimo e American Horse, ele também participou naquele ano da Louisiana Purchase Exposition realizada em St. Louis.:62
Hollow Horn Bear se converteu ao catolicismo em seus últimos anos de idade. A igreja estabeleceu a Missão São Francisco na reserva, bem como missões em outros locais em Dakota do Sul. A filha de Hollow Horn Bear foi batizada em 1907, adotando o nome de batismo "Emelie". Grande parte da família foi batizada posteriormente. Hollow Horn Bear foi batizado e recebeu o nome de "Daniel"; sua mãe Wants Everything adotou o nome de "Susie". Muitos outros povos Lacota foram batizados junto com eles. Foi orador convidado na convenção de 1906 da Federação Americana de Sociedades Católicas em Boston, após ter influenciado grande parte de sua tribo a ingressar na Igreja Católica.

### Morte
Em 1913, Hollow Horn Bear compareceu à inauguração do National American Indian Memorial, onde falou em nome das tribos representadas na cerimônia. Ele também participou do desfile inaugural do presidente Woodrow Wilson e presenteou Wilson com "um cachimbo da paz feito de argila vermelha de Dakota do Sul".
O cacique pegou pneumonia durante a visita à capital e morreu no dia 15 de março no Hospital Providence. Um funeral foi realizado em Washington, DC, e os jornais relataram a presença de várias centenas. A multidão era tão grande que a polícia precisou limpar o corredor para o caixão pudesse ser trazido.

Em 22 de março de 1913, a Sacred Heart Review descreveu a cena do funeral:
Chefes dos indígenas Blackfoot, Crow e Sioux, resplandecentes em penas e cores, seguiram o corpo até o altar com as cabeças curvadas em pesar. Ajoelhados nos bancos da frente da igreja mal iluminada, os homens vermelhos prestaram sua última homenagem ao chefe morto. O funeral atraiu uma grande multidão.
O corpo do chefe deixou Washington de trem na Union Station; foi dada uma escolta militar por ordem do Secretário do Interior Franklin Knight Lane. Foi devolvido e enterrado na Reserva Rosebud, na Missão St. Francis.:490:Ch. 2
Em 1917, seu filho Henry Hollow Horn Bear solicitou permissão para comparecer à posse do presidente Woodrow Wilson, para continuar o papel de seu pai como chefe. O periódico The Washington Times relatou que ele teve a garantia de que teria "uma recepção calorosa" e uma "seção de destaque no desfile". Aconteceu na segunda-feira, 5 de março de 1917.

## Legado

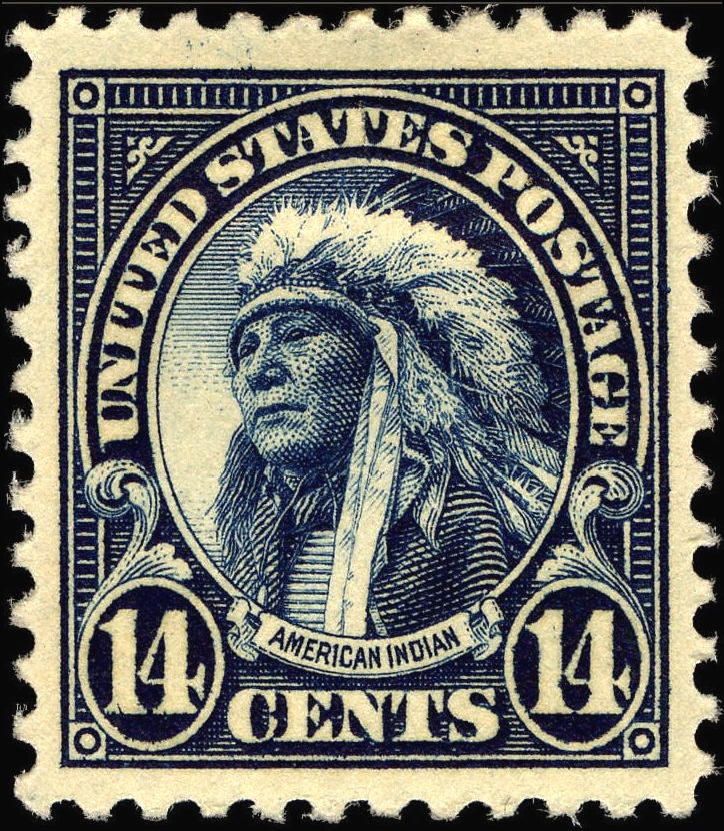
Horn Bear como destaque em um selo postal dos EUA de 1922

Hollow Horn Bear foi apresentado em um selo postal de 14 centavos e em uma cédula de cinco dólares.:Ch. 2 Embora identificado simplesmente como um "indígena americano", o selo, desenhado por Clair Aubrey Huston, foi baseado em uma fotografia de Hollow Horn Bear tirada por De Lancey Gill.

Um marcador histórico foi erguido em Condado de Todd, em Dakota do Sul, na autoestrada US Route 18 em 1962, que afirmou em partes:
Hollow Horn Bear, nascido em 1850, lutou contra o homem branco onde pôde encontrá-lo em Wyoming e Montana, mas depois que Spotted Tail foi morto em 1881, tornou-se capitão da polícia em Rosebud e no Tratado de 1889, com o General Crook, foi o principal orador e negociador indígena.

### Registros na cédula

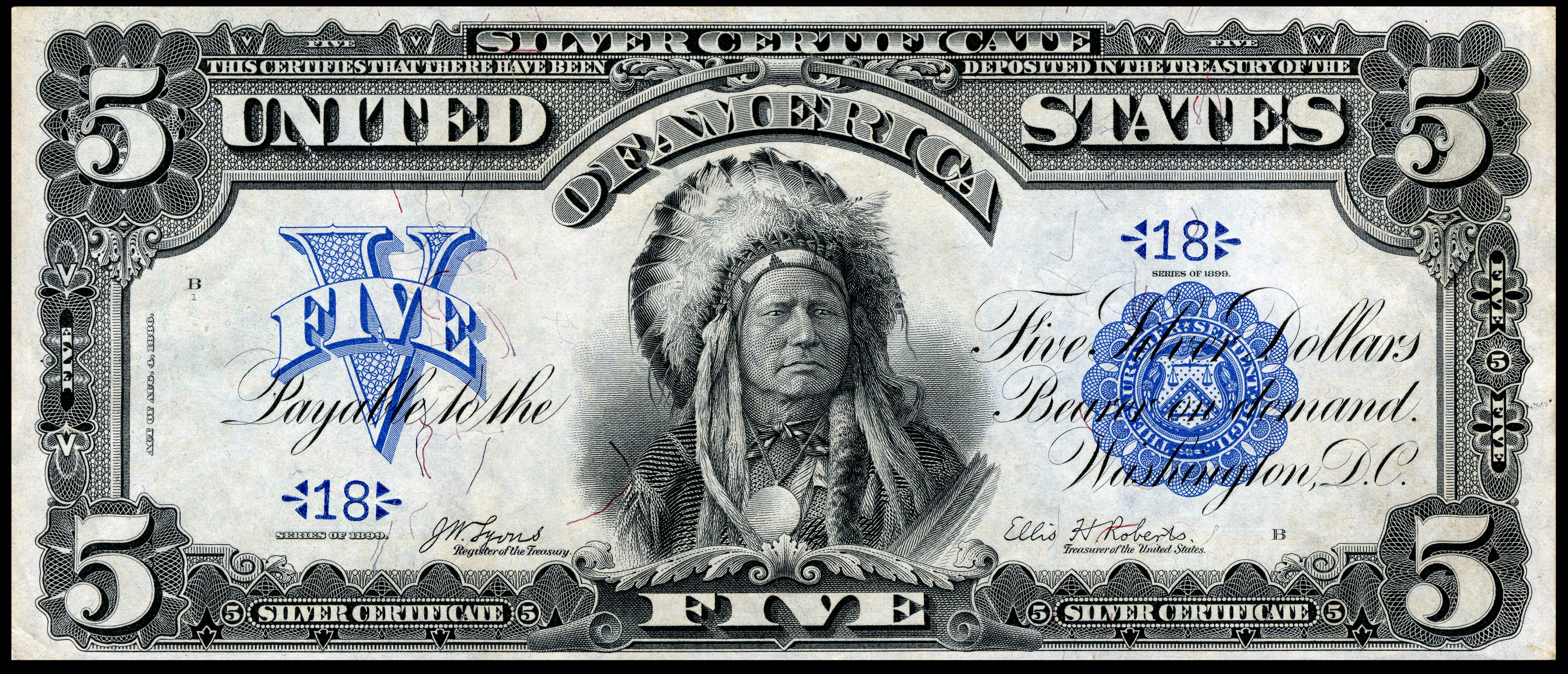
Cédula de cinco dólares dos EUA em 1899, representando o Hollow Horn Bear na época

Várias fontes relatam que o Hollow Horn Bear é a base para a imagem apresentada em uma cédula de cinco dólares dos EUA, incluindo The National Magazine e The Numismatist, uma publicação da American Numismatic Association. Um jornal relatou em 1909 que, ao visitar o Gabrinete de Assuntos Indígenas para garantir cerca de trezento mil dólares em pagamentos federais devidos à sua tribo, "Hollow Horn Bear espera levar para casa cerca de 50 mil cópias de sua foto nas cédulas de cinco dólares." Outra fonte contemporânea registra que ele é comemorado nas cédulas de cinco e 20 dólares, afirmando que "Hollow Horn Bear fez um grande discurso no congresso em 1889 e, como ele é um espécime bonito [sic] de sua raça, sua imagem foi gravada nas notas de cinco e vinte dólares." No entanto, isso é contestado por outras fontes que registram que a imagem na cédula de cinco dólares foi baseada em Running Antelope, um líder do Hunkpapa Lacota.

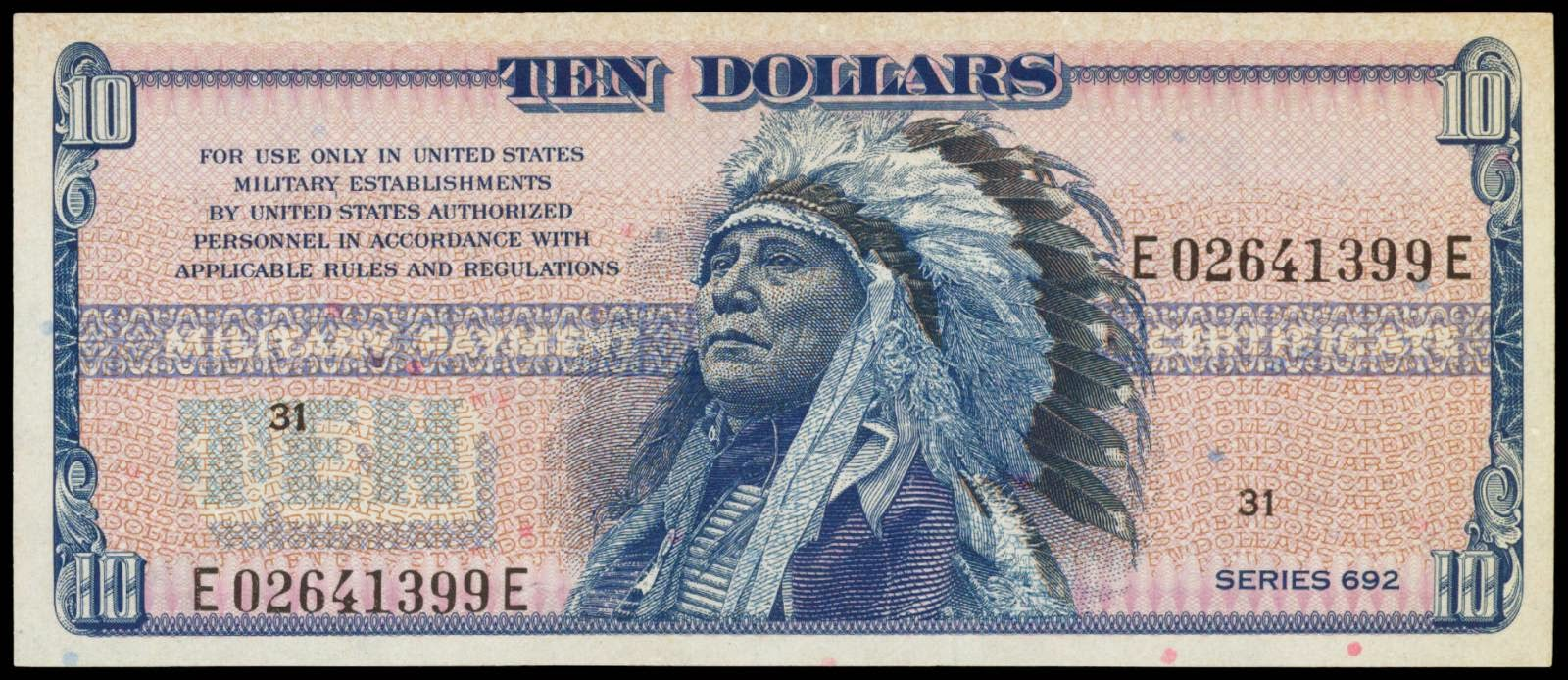
Cédula de dez dólares dos EUA em 1970, representando Hollow Horn Bear na época

Pelo menos uma fonte diz que Hollow Horn Bear foi representado no níquel búfalo. Mas, o designer da moeda, Janes Earle Frasier, afirmou: "Antes de o níquel ser feito, eu havia feito vários retratos de indígenas, entre eles Iron Tail, Two Moons e um ou dois outros, e provavelmente obtive características desses homens na cabeça. as moedas, mas meu propósito não era fazer um retrato, mas um tipo.":38–39
Hollow Horn Bear foi apresentado no Certificado de Pagamento Militar Série 692 de 1970 a 1973 emitido pelo Exército dos EUA.

## Repatriamento

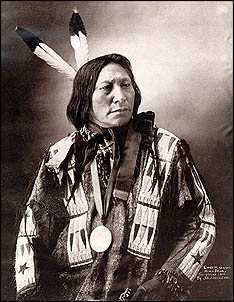
Horn Bear em uma camisa de couro tribal, 1900

O Museum der Weltkulturen (Museu das Culturas Mundiais), com sede em Frankfurt, na Alemanha, repatriou uma camisa de couro pertencente ao chefe Hollow Horn Bear para seu bisneto, chefe Duane Hollow Horn Bear, sua família e o povo Teton Lacota em uma cerimônia em 12 de junho de 2021 em Rosebud, Dakota do Sul. A camisa fazia parte do acervo do museu desde 1908, quando foi adquirida legalmente em troca de itens com o Museu Americano de História Natural de Nova Iorque. Esse museu o havia recebido dois anos antes como uma doação de Graham Phelps Stokes. O chefe Duane Hollow Horn Bear tinha uma fotografia de 1900 de seu bisavô vestindo a camisa, que foi tirada por John Alvin Anderson. Ele usou essa documentação como parte de seu pedido de repatriação em 2019.

O Museu fez uma declaração:
"A camisa do chefe é um objeto formador de identidade culturalmente específico e de significado religioso para a comunidade indígena Teton Lacota. Possui padrões especiais de contas de vidro de cores vivas e cabelo humano, que são indubitavelmente atribuíveis à família Hollow Horn Bear e provam posse pessoal antes de 1906 (...) Para o chefe Duane Hollow Horn Bear e sua família, o retorno da camisa é como o retorno do próprio bisavô".